# Rasm al-Abed
Rasm al-Abed (tiếng Ả Rập: رسم العبد) là một thị trấn của Syria nằm ở quận Dayr Hafir, Aleppo. Theo Cục Thống kê Trung ương Syria (CBS), Rasm al-Abed có dân số 2.416 trong cuộc điều tra dân số năm 2004.. Rasm al-Abed đã bị Quân đội Ả Rập Syria bắt giữ vào ngày 15 tháng 3 năm 2017 từ ISIS.